# Swiss Open Gstaad 1977
Lo Swiss Open Gstaad 1977 è stato un torneo di tennis giocato sulla terra rossa. È la 63ª edizione dell'Swiss Open, che fa parte del Colgate-Palmolive Grand Prix 1977. Si è giocato a Gstaad in Svizzera, dal 3 al 9 luglio 1977.

## Campioni

### Singolare
Jeff Borowiak ha battuto in finale  Jean-François Caujolle con il punteggio di 2–6, 6–1, 6–3

### Doppio
Jürgen Fassbender /  Karl Meiler hanno battuto in finale  Colin Dowdeswell /  Bob Hewitt con il punteggio di 6–4, 7–6